# Diexim Expresso
A Diexim Expresso az angolai Luandaban működő légitársaság volt. Angola fővárosából menetrend szerinti járatokat, valamint Angola és Namíbia közötti járatokat és charter szolgáltatásokat üzemeltetett. Fő bázisa a Luandai Quatro de Fevereiro nemzetközi repülőtér volt.   A légitársaság szerepelt az EU-ban kitiltott légi fuvarozók listáján.

## Történet
A légitársaság 2003-ban alakult, és a 100% -ban a Grupo Bartolomeu Dias tulajdonában volt. 2008. november 14-én a Diexim Expresso felkerült az EU-ban kitiltott légi fuvarozók listájára. Időközben a légitársaság beszüntette az üzemeltetést.

## Úticélok
- Benguela (Benguela repülőtér).
- Huambo (Nova Lisboa repülőtér).
- Luanda (Quatro de Fevereiro repülőtér).
- Lubango (Lubango repülőtér).
- Soyo (Soyo repülőtér).

## Flotta
| Repülőgép                | Darabszám |
| ------------------------ | --------- |
| Embraer EMB 120 Brasilia | 5         |
| Embraer ERJ 145          | 1         |

## Fordítás
Ez a szócikk részben vagy egészben  a   Diexim Expresso című angol Wikipédia-szócikk ezen változatának fordításán alapul.  Az eredeti cikk szerkesztőit annak laptörténete sorolja fel. Ez a jelzés csupán a megfogalmazás eredetét és a szerzői jogokat jelzi, nem szolgál a cikkben szereplő információk forrásmegjelöléseként.

## Kapcsolódó szócikk
- Légitársaságok listája